# 限制来电
为2021年上映的韩国剧情动作片，翻拍自2015年上映的西班牙－法国合拍电影《關鍵復仇》，由《末日列車》、《鳴梁》、《魔女首部曲：誕生》等电影的剪辑指导金昌柱执导，趙宇鎮、李在仁、陈庆、池昌旭主演，2021年6月23日在韩国上映。

## 剧情概要
成奎是一名銀行行長，某天早晨，他像往常一樣出門上班，順便載著兒子和女兒惠仁去上學。出發前，女兒惠仁提到車內有怪味，但成奎因為要參加重要會議，並不在意，告訴妻子自己會送孩子們去學校。妻子接受了這個安排，並拿起放在門口的包裹進屋。
在開車途中，成奎停在加油站加油，這時手機突然響了起來。大家都說不是自己的手機，於是他在手套箱裡發現了一支從沒見過的手機，來電顯示為「發信限制」號碼。接聽後，電話中的陌生人聲稱，已經在成奎的車裡安裝了炸彈，並要求他支付約170億韓元。對方威脅說，這是一個地雷式炸彈，只要他下車就會引爆，且對方持有遙控器，若成奎報警或讓對方不高興，炸彈就會爆炸。
成奎感到困惑，這時加油站員工催促他趕快加油，因為後面的車子已經在排隊。成奎心有不安，請加油站員工幫忙加油，並支付了小費。此時，他用手機拍攝座位下方，發現真的有炸彈，頓時驚慌失措。女兒惠仁因此受到驚嚇，但年幼的兒子卻顯得興致勃勃。
加完油後，成奎開車到達了兒子的學校。兒子的朋友們認出了他，跑來迎接，但知道車上有炸彈的成奎，無法讓兒子下車，於是匆匆離開。在此時，副行長打來電話，告訴成奎他也接到同樣的威脅，車裡有炸彈，並且被要求支付相同的金額。兩人約在銀行碰面，但到達後，成奎看見副行長和他的妻子正在爭吵。副行長的妻子認為這是詐騙，打算下車，副行長極力阻止她。成奎警告他們不要下車，但後方的車輛不停按喇叭抗議，無法繼續交談。最終，副行長的妻子還是下車，結果炸彈立刻引爆，夫妻倆當場死亡。
此時，成奎終於意識到威脅是真實的。他的女兒惠仁驚慌失措地呼喊著他，而爆炸的碎片刺穿了兒子的腿。車內陷入一片混亂，成奎讓惠仁用他的領帶幫兒子止血。在將兒子送往醫院的途中，恐怖分子再次來電，提醒他「銀行不在那個方向」。成奎解釋說，他必須送兒子去醫院，但恐怖分子冷酷地表示這與他無關，並再次威脅說，如果不先付錢，炸彈將會被引爆。
恐怖分子隨後要求成奎支付包含副行長的部分，總共約340億韓元，並命令他先匯9600萬韓元。同時，恐怖分子還要求成奎只能告訴他的妻子，不得告知其他任何人。成奎用女兒的手機聯繫了妻子，並告訴她發生的事。妻子因看到家人處於極端危險中，決定按照他的指示去取錢。然而，成奎的同事尾隨了妻子，並對這家人遭遇的事產生了疑惑。恐怖分子察覺到這一點，命令成奎擺脫這名同事。當妻子單獨前往便利商店取錢時，那名同事向銀行的保安舉報了此事，並通知警方逮捕了附近一名可疑人士。但被逮捕的人並不是恐怖分子。
恐怖分子發現成奎違背了只告訴妻子的命令，開始倒數計時。成奎和他的女兒握住彼此的手，準備迎接最後一刻，然而炸彈並沒有在他們的車裡引爆，而是在便利商店附近引爆了另一顆炸彈。幸運的是，妻子因為離炸彈較遠而毫髮無傷。儘管如此，因為兩次爆炸的現場都拍到了成奎的車，警方將他列為恐怖襲擊的主要嫌疑人。
成奎的兒子因傷勢嚴重，開始失去意識。成奎絕望地向恐怖分子懇求，但對方卻毫不理會，並繼續要求剩下的300億韓元。無助的成奎試圖從銀行的客戶和朋友處籌措資金，並最終成功湊到了24億韓元。隨後，警方開始追捕成奎，將他包圍在海邊。此時，真正的恐怖分子現身——他是成奎的同事鎮宇。
鎮宇的妻子因為銀行投資產品失敗而自殺，這次的襲擊是鎮宇策劃的復仇行動。他登上成奎的車，打算一起引爆炸彈。然而，成奎決定反擊，於是將車子駛向海中。在車子墜入海中後，成奎利用女兒的書本，阻擋了安裝在座位下的炸彈，成功避免了炸彈引爆。他自己逃出車外，並拯救了女兒，鎮宇則在水中失去意識，最終喪命。
事件結束後，成奎決定履行對鎮宇的承諾，向媒體公開銀行內部的腐敗行為，並承認了自己的過錯。當他面對記者提問時，他表示將會為這一切負起責任。最終，當他接到前同事副行長的電話，懇求他重新考慮是否要揭露這些內幕時，成奎果斷地掛斷電話，拒絕再逃避過去的錯誤。

## 演员阵容

### 主要人物
- 趙宇鎮 饰演 李成奎
- 李在仁 饰演 李惠仁
- 陈庆 饰演 潘组长
- 池昌旭 饰演 镇宇

### 其他人物
- 金芝荷 饰演 朴妍秀
- 柳承秀 饰演 裴基南
- 金泰律 饰演 李民俊
- 全錫浩 饰演 金正浩
- 鄭愛妍 饰演 正浩的妻子
- 李雪 饰演 恩英
- 郑仁基 饰演 副行长
- 南明烈 饰演 长湖纤维社长
- 朴英瑞 饰演 警察
- 朴成贤 饰演 EOD拆弹小组组员
- 郑民燮 饰演 EOD拆弹小组组员
- 南敏佑 饰演 加油站职员
- 申有岚 饰演 受气司机
- 全光镇 饰演 请愿警察
- 金泰俊 饰演 法院男记者
- 李泽根 饰演 狙击手
- 金奉万 饰演 高个子男子

## 制作
主体拍摄于2020年2月6日开始进行，同年5月4日杀青。

## 奖项荣誉
| 年份   | 颁奖礼             | 奖项         | 入围者 | 结果 | 备注   |
| ------ | ------------------ | ------------ | ------ | ---- | ------ |
| 2021年 | 第30屆釜日電影獎   | 最佳女配角   | 李在仁 | 提名 | [ 10 ] |
| 2021年 | 第42屆青龍電影獎   | 最佳新人导演 | 金昌柱 | 提名 | [ 11 ] |
| 2021年 | 第42屆青龍電影獎   | 最佳剪辑     | 金昌柱 | 提名 | [ 11 ] |
| 2022年 | 第58屆百想藝術大獎 | 最佳新人导演 | 金昌柱 | 提名 | [ 12 ] |